# Делтасубани
Делтасубани (груз. დელტასუბანი) — село в Грузии, на территории Тержольского муниципалитета края (мхаре) Имеретия.

## География
Село находится в западной части Грузии, на правом берегу реки Дзусы, на расстоянии 18 километров к северо-востоку от города Тержола, административного центра муниципалитета. Абсолютная высота — 237 метров над уровнем моря.

## Население
По результатам официальной переписи населения 2014 года, в Делтасубани проживало 482 человека (252 мужчины и 230 женщин). В национальной структуре населения грузины составляли 99,8 %, русские — 0,2 %.
| Год  | Население, человек |
| ---- | ------------------ |
| 2002 | 606                |
| 2014 | ↘ 482              |